# Charles Eugster
Charles Marin E. Eugster FRSM (* 26. Juli 1919 in London; † 26. April 2017 ebenda) war ein britisch-schweizerischer Zahnarzt, der nach seiner Pensionierung intensiv Seniorensport betrieb und in den jeweiligen Alterskategorien Weltrekorde innehat.

## Biografie
Mit dem Rudern begann Eugster 1938 im Team der St Paul’s School. Bis ins Alter von 75 Jahren praktizierte er als Zahnarzt, danach gab er sieben Jahre lang eine medizinische Fachzeitschrift heraus. Zu diesem Zeitpunkt hatte er die obere Grenze der Alterseinteilung im Rudersport erreicht. Von 2000 bis 2010 gewann er bei jeder Altersklassen-Weltmeisterschaft der Ruderer (World Rowing Masters Regatta) immer eine Goldmedaille, 2013 war er mit 94 Jahren der älteste Teilnehmer an der Jahrgangs-Weltmeisterschaft, im 2012 hatte Eugster dort noch eine Medaille gewonnen.
Eugster hält zudem den Weltrekord im 400-Meter-Lauf im Freien sowie in der Altersklasse der über 95-Jährigen den Hallenweltrekord über 200 Meter mit 55,48 Sekunden. Er war 2013 Weltmeister im Fitness-Zehnkampf. Er verstarb 2017 im Alter von 97 Jahren.